# Římskokatolická farnost u kostela sv. Jana Křtitele a sv. Jana Evangelisty, Brno-Bystrc
Římskokatolická farnost u kostela sv. Jana Křtitele a sv. Jana Evangelisty, Brno-Bystrc je územním společenstvím římských katolíků s farním kostelem svatého Jana Křtitele a svatého Jana Evangelisty v rámci brněnského děkanství brněnské diecéze. Do farnosti patří brněnské městské části Brno-Bystrc a Brno-Kníničky a obec Rozdrojovice.

## Historie farnosti
První písemná zmínka o kostele v Bystrci pochází z roku 1531, samotný kostel však vznikl dříve, jeho nejstarší část pochází zřejmě ze 13. století. V roce 1592 ulil zvonař Matyáš z Velkého Meziříčí pro bystrcký kostel jeho největší zvon. Během třicetileté války, v roce 1633, zůstala bystrcká fara opuštěná a faráři přesídlili do Komína. V roce 1720 však komínská fara vyhořela a komínští faráři se přestěhovali opět do Bystrce, kde zůstali až do obnovení duchovní správy v Komíně roku 1786. Z Bystrce spravovali bystrčtí faráři v osmnáctém století také žebětínskou faru až do její obnovy roku 1787.
V roce 1835 byl přemístěn hřbitov, který se do té doby rozkládal kolem kostela, na jih od tehdejší vesnice. V roce 1843 byl kostel podstatně rozšířen, věž byla dostavěna až roku 1862. Na konci 19. století, roku 1897, proběhla poslední přestavba a kostel, který při ní dostal současnou podobu, byl znovu vysvěcen.
Součástí farnosti byly kromě Bystrce vždy Kníničky a Rozdrojovice. V Kníničkách byla postavena v roce 1939 funkcionalistická kaple svatého Cyrila a Metoděje ve tvaru rotundy. V Rozdrojovicích byla v letech 1826–1827 postavena kaple svatého Jana Nepomuckého.
V letech 1910 a 1931 se ve farnosti konaly lidové misie. Misijní kříž na jejich památku je umístěn u bočního vchodu do kostela.

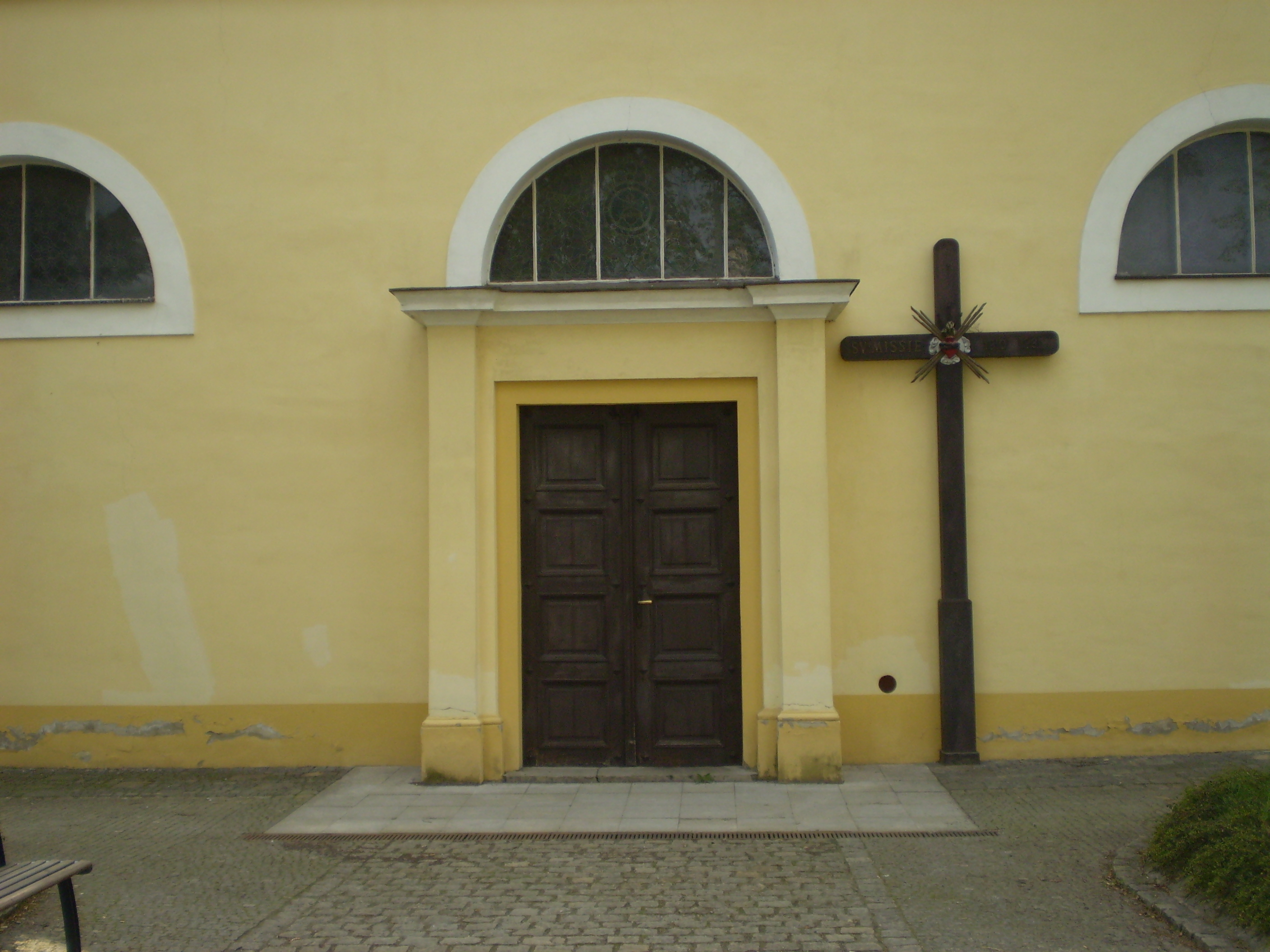
Misijní kříž

Z bystrcké farnosti pochází náčelník Československého Orla a odbojový pracovník Vojtěch Jílek a také dlouholetý vedoucí české redakce Radia Vatikán Josef Koláček.

## Duchovní správci

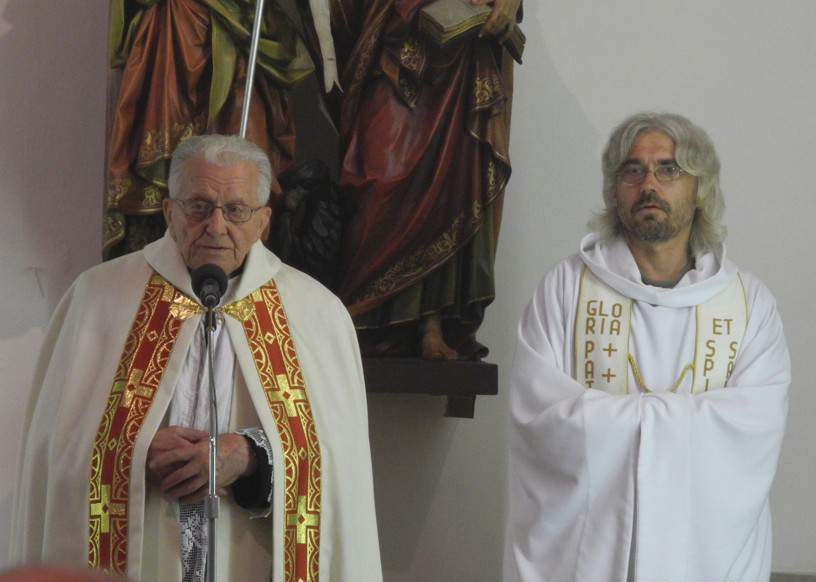
farář Vnislav Fruvirt a farní vikář Pavel Fatěna (2013)

Ve farnosti působil na začátku dvacátého století jako kaplan Jakub Deml. Řadu let v první polovině dvacátého století byl bystrckým farářem František Adamec, významný včelařský odborník. Od března 1948 do srpna 1950 byl zdejším kaplanem Ferdinand Nesrovnal, oběť komunistického režimu. Od května 1973 do července 2014 (tedy více než 41 let) byl farářem Mons. Vnislav Fruvirt. Od 1. srpna 2014 byl farářem ustanoven R. D. Ing. Pavel Svoboda (Mons. Fruvirt zůstal ve farnosti jako výpomocný duchovní). Tím byl až do 15. června 2020, kdy se stal výpomocným duchovním ve farnosti Moravec pro Charitní domov Moravec.  Farním vikářem byl od roku 2002 R. D. Pavel Fatěna. Ve farnosti žije R. D. František Provazník. Od roku 2023 je zde farář P. Vladimír Záleský. 1. srpna 2025 do farnosti přišel jako farní vikář také P. Milan Pazdera.

## Bohoslužby
| Kostel                                           | Místo         | Bohoslužba (den)                                 | Hodina | Poznámka         |
| ------------------------------------------------ | ------------- | ------------------------------------------------ | --- | ---------------- |
| svatého Jana Křtitele a svatého Jana Evangelisty | Brno-Bystrc   | neděle pondělí úterý středa čtvrtek pátek sobota | 7.30, 8.45 (ve školním roce), 10.00, 18.00 (standardní "zimní" čas)/18.30 (letní čas) 18.00 ("zimní" čas)/18.30 (letní čas) 7.00 18.00 ("zimní" čas)/18.30 (letní čas) 7.00 18.00 ("zimní" čas)/18.30 (letní čas) 7.00 | farní kostel     |
| Duchovní centrum Archa                           | Brno-Bystrc   | úterý čtvrtek pátek                              | 18.00 ("zimní" čas)/18.30 (letní čas) 20.00 (ve školním roce) 16.30 (pro děti) | duchovní centrum |
| kaple svatého Cyrila a Metoděje                  | Brno-Kniničky |                                                  | | kaple            |
| kaple svatého Jana Nepomuckého                   | Rozdrojovice  |                                                  | | kaple            |

## Primice ve farnosti

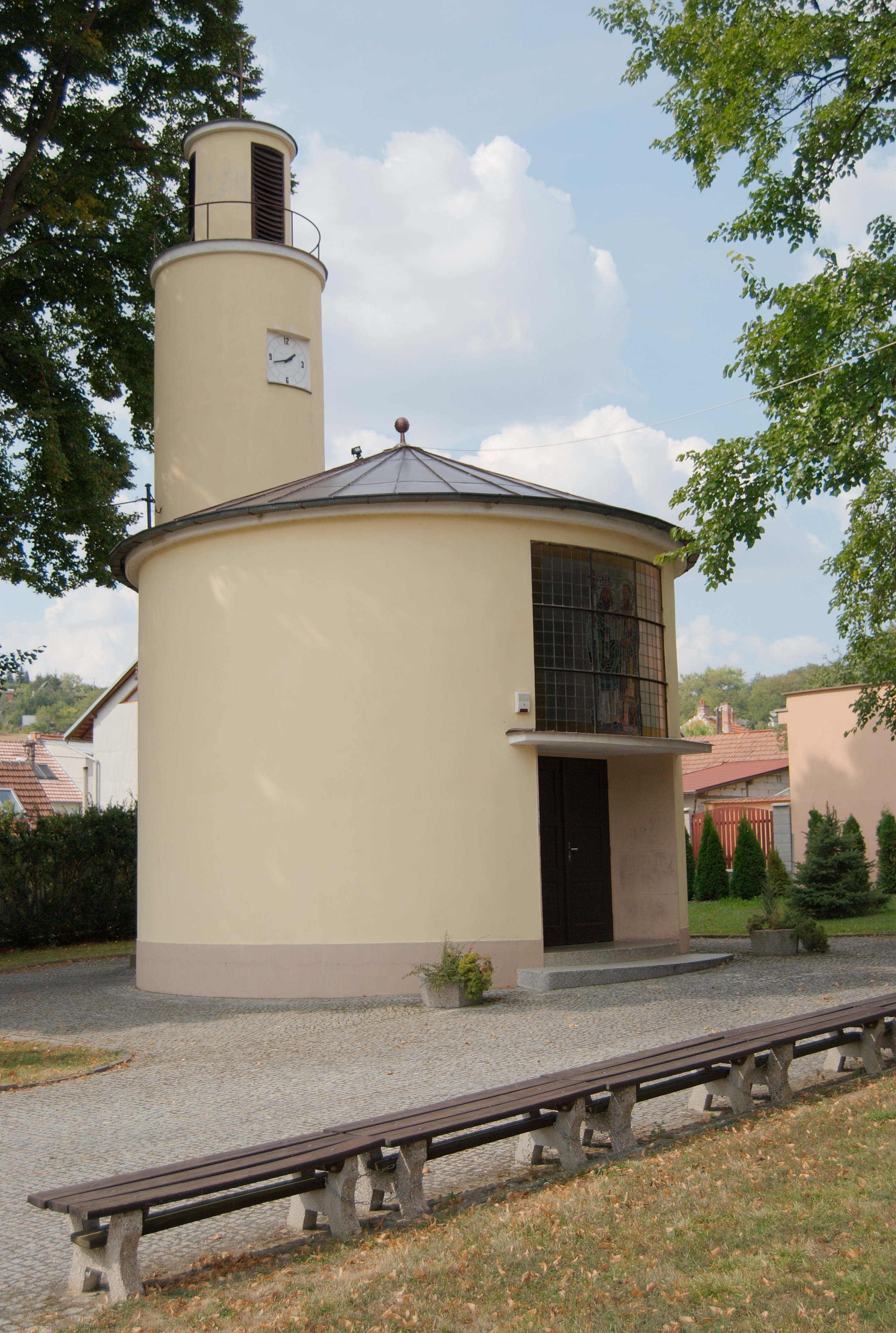
Kaple v Kníničkách

- P. Josef Malík (2. července 1983)[5]
- P. Jan Richter (2001)[6]

## Aktivity ve farnosti
Ve farnosti probíhá pravidelná výuka náboženství, koná se farní duchovní obnova a biblické hodiny, příprava na první svaté přijímání a biřmování, scházejí se ministranti. Aktivní je chrámový sbor a pěvecká schola. Od roku 2002 se farnost zapojuje do projektu Adopce na dálku a pomáhá několika dětem v Indii, aby mohly chodit do školy.
Každoročně se ve farnosti koná tříkrálová sbírka, v roce 2015 se při ní vybralo v Bystrci 55 339 korun, v Kníničkách 26 983 korun a v Rozdrojovicích 28 264 korun. Při sbírce v roce 2016 se vybralo v Bystrci 60 304 korun, v Kníničkách 28 962 korun a v Rozdrojovicích 26 229 korun. V roce 2019 dosáhl výtěžek sbírky v Bystrci 74 229 korun, v Kníničkách 30 532 korun a v Rozdrojovicích 35 484 korun.
V době vánoční je u kostela k vidění živý betlém. Farnost vydává několikrát ročně zpravodaj Setkání. Na svátek svatého Cyrila a Metoděje (5. července) se koná poutní bohoslužba v kapli v Kníničkách.
V roce 1994 vzniklo na bystrckém sídlišti duchovní ekumenické centrum Archa, které je prostorem přátelského setkávání pro obyvatele všech věkových skupin (formou kroužků, výstav, koncertů, přednášek…), a obohacuje tak duchovní a kulturní život v bystrckém sídlišti. Každoročně vytváří mj. zázemí pro akci Bystrcký scuk.
Od roku 2012 pořádá farnost farní ples. Od roku 2018 se farnost zapojuje do projektu Noc kostelů.
Den vzájemných modliteb farností za bohoslovce a bohoslovců za farnosti brněnské diecéze i Adorační den připadá na 2. listopad.

## Zajímavosti
Ve farnosti se od roku 2004 koná každoročně Luštitelský přebor farnosti. Farní fotbalový tým se v prvním a druhém desetiletí 21. století účastnil soutěže brněnské farní fotbalové ligy.